# Iugoslávia nos Jogos Olímpicos de Verão de 1952
Atletas da República Federal Socialista da Iugoslávia competiram nos Jogos Olímpicos de Verão de 1952 em Helsinque, Finlândia.

## Medalhistas
| Medalha          | Nome | Esporte       | Evento               |
| ---------------- | --- | ------------- | -------------------- |
| Medalha de ouro  | Duje Bonačić Velimir Valenta Mate Trojanović Petar Šegvić | Remo          | Quatro sem timoneiro |
| Medalha de prata | Vladimir Beara Branko Stanković Tomislav Crnković Zlatko Čajkovski Ivan Horvat Vujadin Boškov Tihomir Ognjanov Rajko Mitić Bernard Vukas Stjepan Bobek Branko Zebec Dušan Cvetković Milorad Diskić Ratko Čolić Slavko Luštica Zdravko Rajkov Vladimir Čonč Vladimir Firm | Futebol       | Competição masculina |
| Medalha de prata | Zdravko Kovačić Veljko Bakašun Ivo Štakula Boško Vuksanović Ivica Kurtini Lovro Radonjić Zdravko Ježić Juraj Amšel Vlado Ivković Marko Brainović Dragoslav Šiljak | Polo aquático | Competição masculina |